# Churchill – The Gathering Storm
Churchill – The Gathering Storm ist ein preisgekrönter britisch-US-amerikanischer Fernsehfilm aus dem Jahr 2002 mit Albert Finney in der Rolle des Winston Churchill. Der Film wurde auch unter dem Titel Ein Sturm zieht auf veröffentlicht.

## Handlung
England 1934: In Chartwell, seinem auf einer Anhöhe gelegenen Landsitz, träumt Winston Churchill von seinem Vorfahren Marlborough, wie dieser auf einem Schlachtfeld steht und die englischen Truppen zum Sieg führt. Nach dem Frühstück fährt Churchill mit seiner Frau Clemmie und seiner Sekretärin Mrs. Pearman nach London, wo er im House of Commons vor fast leeren Rängen die Politik der Regierung angreift. Als einer der wenigen Parlamentsabgeordneten, die das sich unter Adolf Hitler aufrüstende Dritte Reich als Bedrohung für Europa ansehen, stellt er sich gegen seine eigene Partei, die Conservative Party, und den Premierminister Stanley Baldwin, der mit seiner beschwichtigenden Haltung gegenüber Nazi-Deutschland den Frieden in Europa sichern will.
Zu Hause hat Churchill, der sich in seiner Freizeit mit Vorliebe dem Malen und Maurern hingibt, ganz andere Probleme. Tochter Sarah will unbedingt ein Revue-Star werden, Sohn Randolph kann nicht mit Geld umgehen und auch seine eigenen Finanzen stehen nicht zum Besten. Clemmie ist daher entschlossen zu sparen. Fortan gibt es keinen Kuchen und keinen Champagner mehr, ist das Haus mit 18 Angestellten doch bereits kostenintensiv genug. Clemmie hat das Haus sowieso nie gemocht. Als ihr Churchill die Aussicht vom Balkon zeigt, die ihn einst dazu bewog, das Haus zu kaufen, umarmt ihn Clemmie innig.
Unterdessen erfährt Ralph Wigram, ein Staatsbeamter des Foreign Office, von seinem Vorgesetzten Vansittart, dass das Kabinett beschlossen hat, britische Flugzeugmotoren an das Dritte Reich zu verkaufen. Seiner Frau Ava erklärt er später, dass die Regierung nichts gegen Hitler unternehmen wolle, um einen Krieg zu vermeiden. Deutschland sei mit dem Versailler Vertrag nach dem Ersten Weltkrieg zu hart bestraft worden und man benötige ein starkes Deutschland, um die Ausbreitung des Kommunismus zu verhindern. Wigram jedoch, der mit Ava einen autistischen Sohn hat, zeigt sich besorgt über die Rassenhygiene und Judenverfolgung der Nazis.
Desmond Morton, ein Vertrauter Churchills, wendet sich an Wigram und bittet ihn, geheime Regierungsunterlagen Churchill zukommen zu lassen. Nach anfänglichem Zögern lässt sich Wigram darauf ein. Während Clemmie mit Lord Moyne und anderen Gästen des Lords nach Südostasien reist, verkündet Churchill im Parlament, wo und inwieweit die Deutschen ihre Luftwaffe aufbauen. Als er mit immer neuen Fakten aufwartet, beginnen sich andere Parlamentarier zu fragen, woher er diese Geheiminformationen hat, weshalb Wigram ihm keine weiteren Dokumente mehr aushändigen will. Als der konservative Politiker Ivo Pettifer Ava aufsucht und ihr zu verstehen gibt, dass der Kontakt ihres Mannes zu Churchill weitreichende Konsequenzen für sie und ihre Familie nach sich ziehen werde, tritt Ava dem Politiker entschieden entgegen und verweist ihn des Hauses.
Clemmie kommt schließlich von ihrer Reise zurück und Churchill zeigt sich glücklich über ihre Rückkehr. Er reagiert jedoch auch eifersüchtig, hat Clemmie doch in ihren Briefen zu sehr von dem Kunsthändler Terence Philip geschwärmt. Gemeinsam versuchen sie den zweifelnden Wigram davon zu überzeugen, dass seine Weitergabe von Geheiminformationen notwendig sei, um das Land zu schützen. Nur wenig später berichtet die Wochenschau, dass deutsche Truppen durch Europa marschieren. Als Ava eines Morgens aufwacht, liegt Wigram tot im Badezimmer. Bei der Beerdigung versichert Churchill Ava, dass ihr Mann das Richtige getan habe. Als Großbritannien Deutschland den Krieg erklärt, wird Churchill zum Marineminister ernannt. Mit Clemmie muss er nun nach London ziehen und verabschiedet sich vom Personal in Chartwell. Kurz vor seiner Ankunft im Parlament bedankt er sich bei Clemmie für die aufopferungsvolle Liebe, die sie ihm über die Jahre hat zuteilwerden lassen.

## Hintergrund

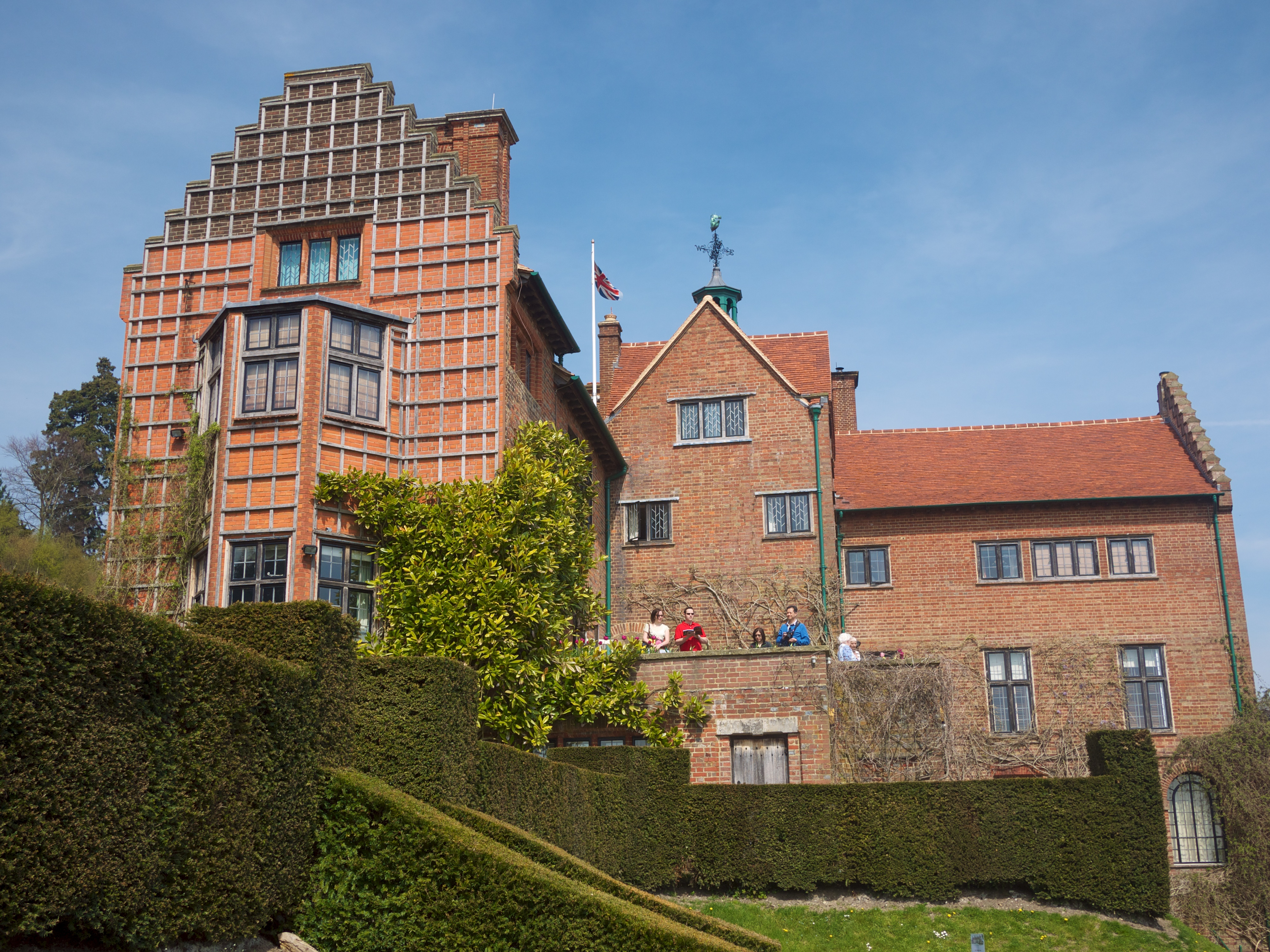
Chartwell House, ein Drehort des Films

Die Handlung basiert auf dem ersten Band von Churchills Kriegserinnerungen The Second World War, der bereits 1974 für das Fernsehen mit Richard Burton als Churchill verfilmt wurde. Der Fernsehfilm aus dem Jahr 2002 wurde von HBO Films unter Beteiligung von BBC Films und der Filmfirma Scott Free Productions produziert, für die Ridley und Tony Scott als ausführende Produzenten in Erscheinung traten. Die Dreharbeiten fanden in den Shepperton Studios sowie an Originalschauplätzen in England statt. Drehgenehmigungen erhielten die Macher des Films unter anderem für Churchills Wohnsitz Chartwell bei Westerham, das dem National Trust untersteht. Für das Szenenbild und die Kostüme des Films, dessen Budget fünf Millionen Pfund betrug, waren die Oscar- und BAFTA-Preisträgerinnen Luciana Arrighi und Jenny Beavan zuständig.
Churchill – The Gathering Storm wurde am 27. April 2002 im US-amerikanischen Fernsehen auf HBO erstausgestrahlt. Die britische Fernsehpremiere folgte am 12. Juli 2002 auf BBC Two, bei der knapp 4,5 Millionen Zuschauer einschalteten. In Deutschland wurde der Film am 2. Juni 2003 auf DVD veröffentlicht.

## Kritiken
Der Fernsehfilm sei ein „[e]ngagiert gespieltes Doku-Drama, das sein Augenmerk nicht nur auf den Politiker, sondern auch auf den Familienmenschen Churchill richtet“, urteilte das Lexikon des internationalen Films. „Die geschichtlich durchaus überzeugende Darstellung“ sei jedoch „eher seelenlos ausgefallen und vermag emotional nicht anzusprechen“. TV Spielfilm nannte den Film eine „Geschichtslektion mit edlem Auftritt“. Für Ron Wertheimer von der New York Times war Churchill – The Gathering Storm ein „erstklassiger kleiner Film“, der zum Nachdenken anrege.
Britische Historiker kritisierten den Film für seine Aussage, Churchill hätte nur dank geheimer Dokumente die beschwichtigende Haltung gegenüber Nazi-Deutschland in Großbritannien umkehren können. Zudem sei der Rolle Wigrams als Zusteller dieser Dokumente zu viel Wert beigemessen worden. Der Militärhistoriker Richard Overy meinte im Sunday Telegraph, der Film sei historisch ungenau und das Drehbuch voll von „unerträglicher Sentimentalität“. Er scheitere in seinem Bestreben, die historische Wahrheit widerzuspiegeln, vor allem daran, Churchills Konfrontation mit Neville Chamberlain, dem maßgeblich an der Appeasement-Politik beteiligten Premierminister, nicht dargestellt zu haben. Finneys Vorstellung als Churchill sei jedoch „wundervoll“.
Richard M. Langworth befand auf winstonchurchill.org, dass es sich bei dem Film um ein „Meisterwerk“ handle, in dem neben Churchill zwei weibliche Nebenfiguren, Clemmie Churchill und Ava Wigram, herausstechen. Finney übertreibe zwar in seinem Spiel, sei aber dennoch überzeugend. Auch Langworth wies auf die nicht vorhandene Auseinandersetzung mit Chamberlain hin. Der Film, der sich vor allem auf die Liebesgeschichte der Churchills konzentriere, sei jedoch so gut, dass man darüber hinwegsehen könne.

## Auszeichnungen
Churchill – The Gathering Storm wurde als bester Fernsehfilm mit dem Golden Globe und dem Emmy, zwei der wichtigsten Fernsehpreise, prämiert. Albert Finney konnte ebendiese als bester Hauptdarsteller gewinnen und wurde für seine Leistung zudem mit einem BAFTA TV Award bedacht. Vanessa Redgrave war jeweils als beste Hauptdarstellerin nominiert, unterlag jedoch der Konkurrenz.
BAFTA TV Awards 2003
Gewonnen
- Bester Hauptdarsteller – Albert Finney
- Beste Maske – Daniel Parker, Frances Hannon, Stephen Rose
- Bestes Szenenbild – Luciana Arrighi

Nominiert
- Beste Hauptdarstellerin – Vanessa Redgrave
- Beste Kostüme – Jenny Beavan
- Beste Musik – Howard Goodall

Golden Globe Awards 2003
Gewonnen
- Beste Miniserie oder Bester Fernsehfilm
- Bester Hauptdarsteller einer Miniserie oder eines Fernsehfilms – Albert Finney

Nominiert
- Beste Hauptdarstellerin einer Miniserie oder eines Fernsehfilms – Vanessa Redgrave
- Bester Nebendarsteller einer Serie, einer Miniserie oder eines Fernsehfilms – Jim Broadbent

Emmy 2002
Gewonnen
- Bester Fernsehfilm
- Bester Hauptdarsteller einer Miniserie oder eines Fernsehfilms – Albert Finney
- Bestes Drehbuch einer Miniserie, eines Fernsehfilms oder eines Specials – Larry Ramin, Hugh Whitemore

Nominiert
- Beste Regie einer Miniserie, eines Fernsehfilms oder eines dramatischen Specials – Richard Loncraine
- Beste Hauptdarstellerin einer Miniserie oder eines Fernsehfilms – Vanessa Redgrave
- Bester Nebendarsteller einer Miniserie oder eines Fernsehfilms – Jim Broadbent
- Beste Kostüme einer Miniserie, eines Fernsehfilms oder eines Specials – Jenny Beavan, Anna Kot, Clare Spragge
- Bestes Casting einer Miniserie, eines Fernsehfilms oder eines Specials – Irene Lamb
- Bester Kamera-Ton-Mix einer Miniserie oder eines Fernsehfilms – David Stephenson, Rick Ash, John Hayward, Richard Pryke

Weitere
AFI Awards 2003
- Bestes TV-Programm des Jahres

Broadcasting Press Guild Awards 2003
- Bester Darsteller – Albert Finney
- Beste Darstellerin – Vanessa Redgrave
- Bestes Drama

Cinema Audio Society Awards 2003
- Nominiert für den Besten Ton einer Fernsehproduktion – John Hayward, Richard Pryke, Rick Ash, David Stephenson

Directors Guild of America Awards 2003
- Nominiert für die Beste Regie – Richard Loncraine

PGA Awards 2003
- Nominiert als Bester Produzent eines Fernsehfilms – Ridley Scott, Tony Scott, Julie Payne, Frank Doelger

Peabody Awards 2003
- Bester Fernsehfilm

Royal Television Society Awards 2003
- Nominiert als Bester Hauptdarsteller – Albert Finney

Satellite Awards 2003
- Bester Nebendarsteller einer Serie, Miniserie oder eines Fernsehfilms – Linus Roache
- Nominiert als Bester Fernsehfilm
- Nominiert als Bester Hauptdarsteller einer Miniserie oder eines Fernsehfilms – Albert Finney
- Nominiert als Beste Hauptdarstellerin einer Miniserie oder eines Fernsehfilms – Vanessa Redgrave
- Nominiert als Bester Nebendarsteller einer Serie, Miniserie oder eines Fernsehfilms – Jim Broadbent

Screen Actors Guild Awards 2003
- Nominiert als Bester Hauptdarsteller eines Fernsehfilms oder einer Miniserie – Albert Finney
- Nominiert als Beste Hauptdarstellerin eines Fernsehfilms oder einer Miniserie – Vanessa Redgrave

Writers Guild of America Awards 2003
- Bestes Drehbuch eines Fernsehfilms – Hugh Whitemore, Larry Ramin

## Deutsche Fassung
Die deutsche Synchronfassung entstand bei der Blackbird Music – Musik- und Filmsynchron in Berlin. Für Dialogbuch und -regie war Marianne Groß verantwortlich.
| Rolle                  | Darsteller       | Synchronsprecher      |
| ---------------------- | ---------------- | --------------------- |
| Winston Churchill      | Albert Finney    | Otto Mellies          |
| Clemmie Churchill      | Vanessa Redgrave | Judy Winter           |
| Desmond Morton         | Jim Broadbent    | Klaus Jepsen          |
| Ralph Wigram           | Linus Roache     | Patrick Winczewski    |
| Ava Wigram             | Lena Headey      | Maud Ackermann        |
| Sir Robert Vansittart  | Tom Wilkinson    | Lutz Riedel           |
| Stanley Baldwin        | Derek Jacobi     | Lutz Mackensy         |
| David Inches           | Ronnie Barker    | Horst Schön           |
| Violet Pearman         | Celia Imrie      | Monica Bielenstein    |
| Ivo Pettifer           | Hugh Bonneville  | Tobias Meister        |
| Friedrich von Schroder | Gottfried John   | Jan Spitzer           |
| Brendan Bracken        | Anthony Brophy   | Uwe Büschken          |
| Mr. Wood               | Edward Hardwicke | Gerd Holtenau         |
| Marjorie               | Joanna McCallum  | Katarina Tomaschewsky |
| Randolph Churchill     | Tom Hiddleston   | Timmo Niesner         |
| Marlborough            | Tim Bentinck     | Elmar Gutmann         |
| Mrs. Landemare         | Diana Hoddinott  | Marianne Groß         |
| Sarah Churchill        | Dolly Wells      | Heike Beeck           |
| Mary Churchill         | Emma Lane        | Shalin-Tanita Rogall  |
| Peggy                  | Lyndsey Marshal  | Sarah Riedel          |
| Diana Churchill        | Nancy Carroll    | Antje von der Ahe     |
| deutscher Diplomat     | Walter Sittler   | Stefan Staudinger     |
| Ethel                  | Danielle King    | Uschi Hugo            |
| Charley Wigram         | Laurie Flexman   | Friedel Morgenstern   |
| Lady Moyne             | Rohan McCullough | Denise Gorzelanny     |
| Lord Moyne             | John Standing    | Manfred Petersen      |
| Terence Philip         | Simon Williams   | Werner Ziebig         |
| Gardist                | Russell Barr     | Rainer Fritzsche      |